# Xã Vaugine, Quận Jefferson, Arkansas
Xã Vaugine (tiếng Anh: Vaugine Township) là một xã thuộc quận Jefferson, tiểu bang Arkansas, Hoa Kỳ. Năm 2010, dân số của xã này là 49.211 người.